# Kuopion Palloseura
Kuopion Palloseura (o KuPS) és un club de futbol finlandès de la ciutat de Kuopio.

## Història
El club fou fundat l'any 1923. El KuPS té el rècord de més temporades consecutives a la primera divisió finesa, de 1949 a 1992. És el quart classificat a la taula de tots els temps del campionat.
Actualment disputa els seus partits al Magnum Areena. Fins al juny del 2005 disputava els seus partits a Väinölänniemi.

## Palmarès
- Lliga finlandesa de futbol: (7)

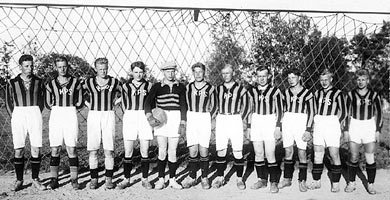
Primer equip el 1923

  - 1956, 1958, 1966, 1974, 1976, 2019, 2024

- Copa finlandesa de futbol: (5)
  - 1968, 1989, 2021, 2022, 2024

- Copa de la Lliga finlandesa de futbol: (1)
  - 2006

## Futbolistes destacats
- Marcus Gayle (1990)
- Mart Poom (1992)
- Aulis Rytkönen
- Dean Edwards (1982)

## Galeria

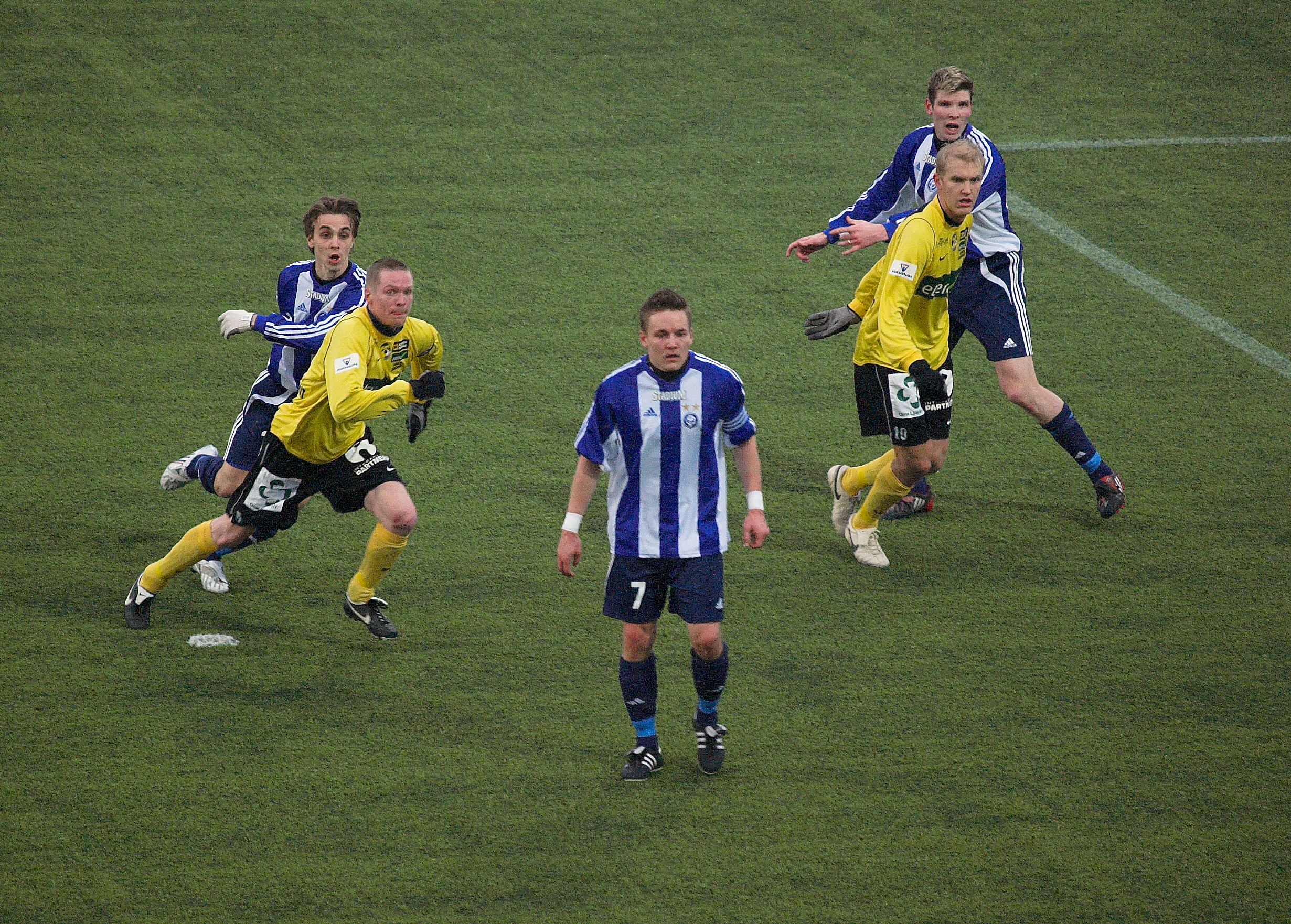
KuPS vs HJK (2008)
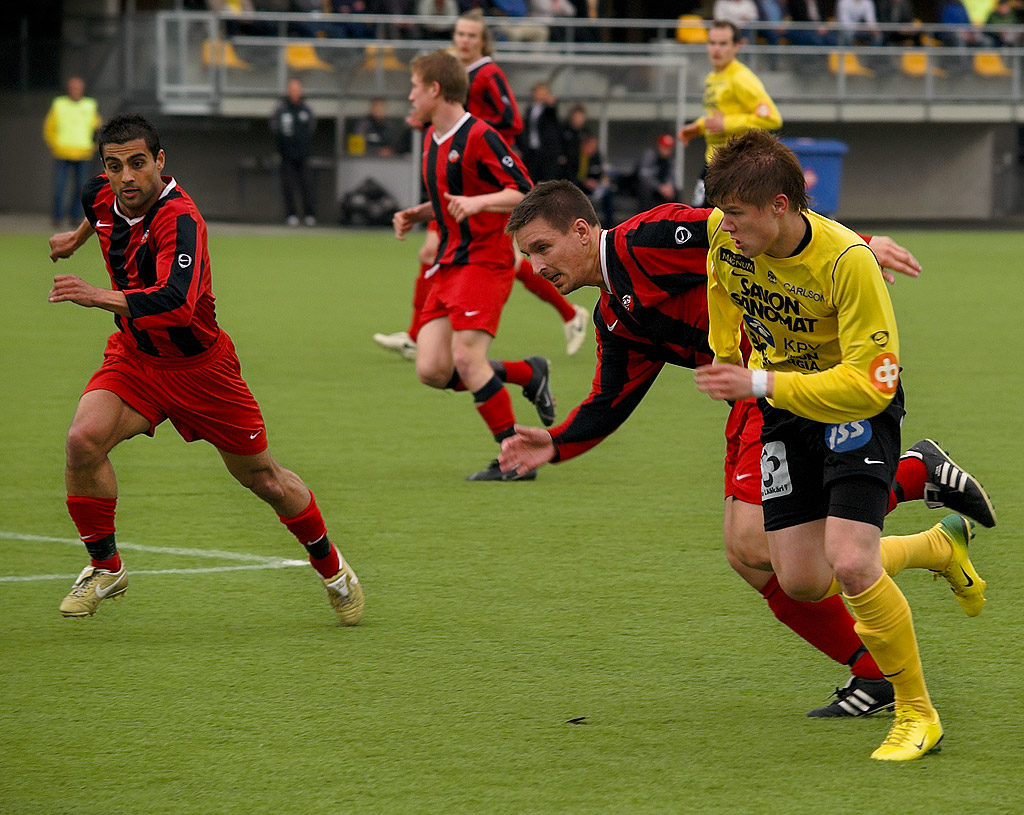
Petteri Pennanen (2007)
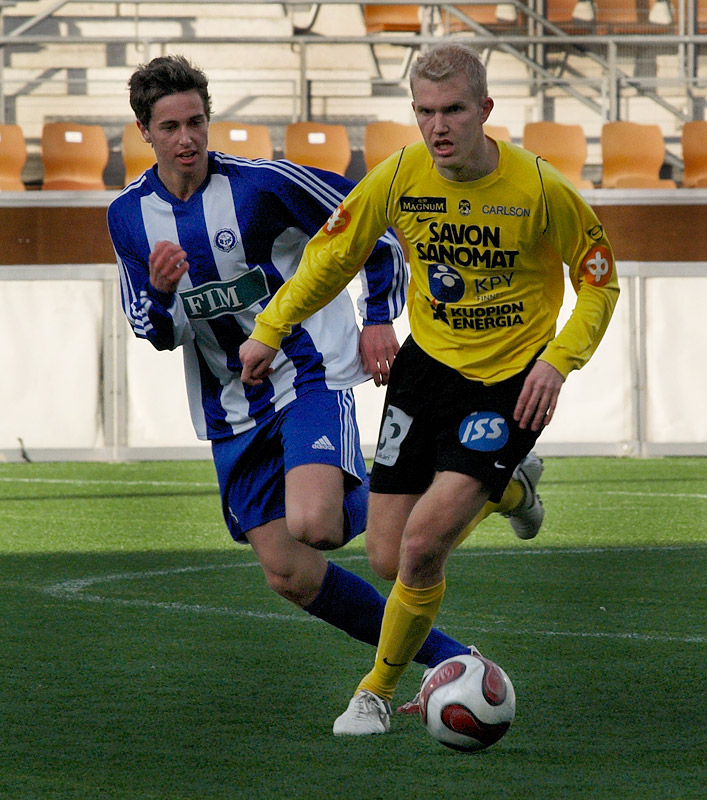
Ilja Venäläinen (2007)
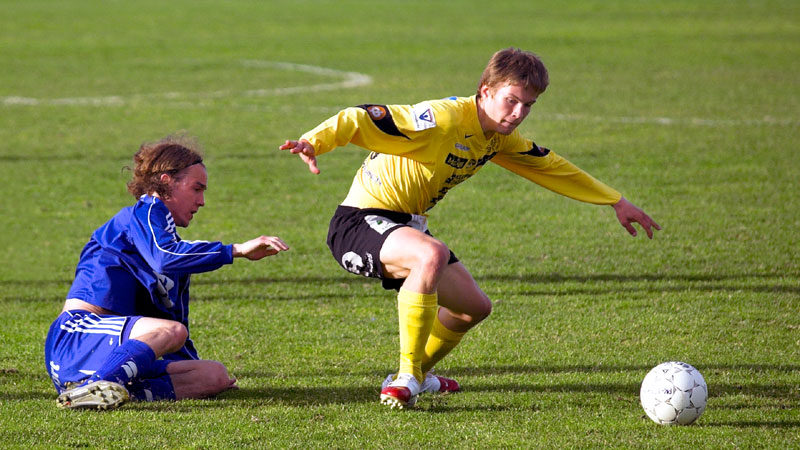
Jonni Heikkinen (2006)
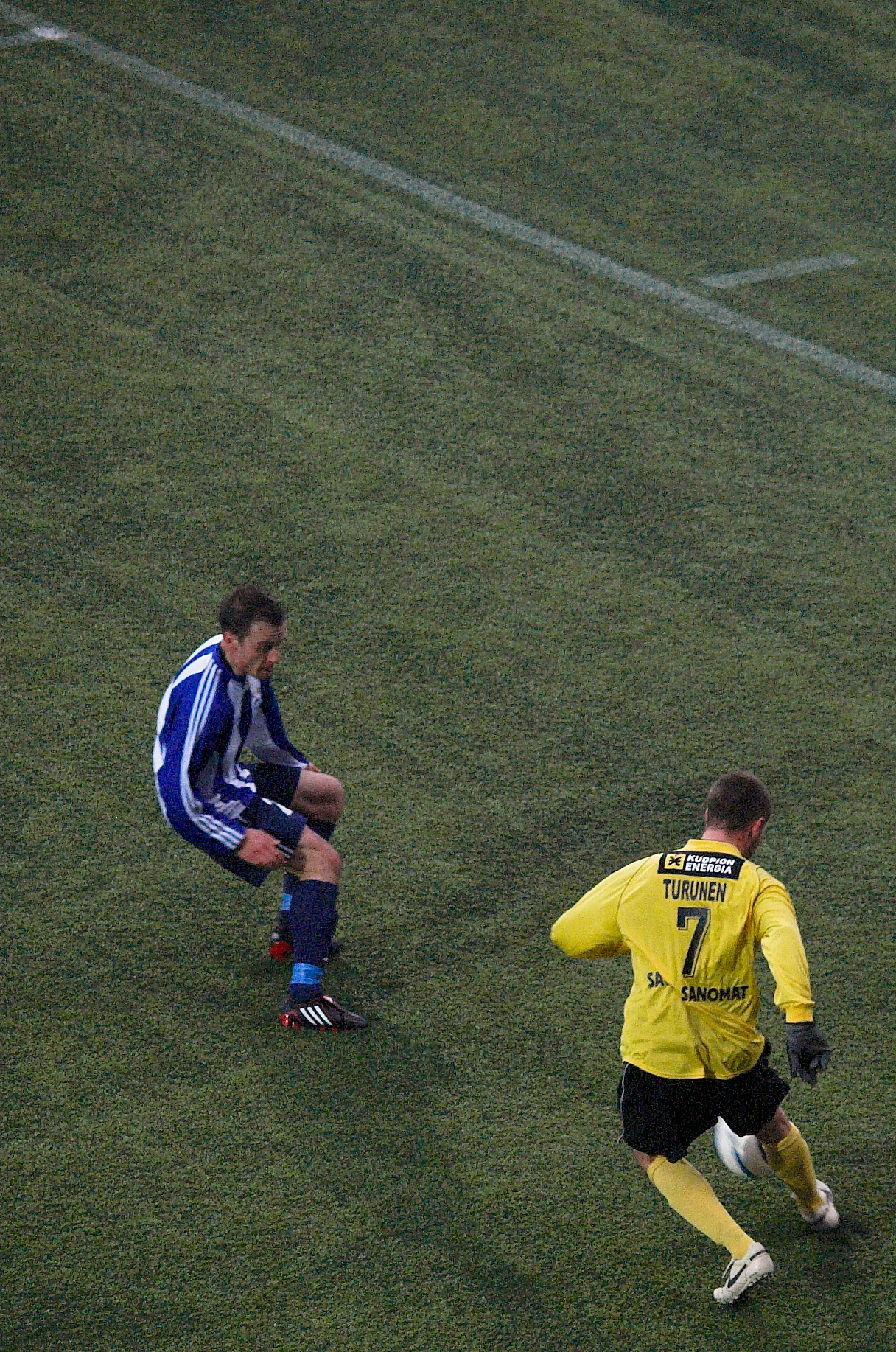
Miikka Turunen (2008)
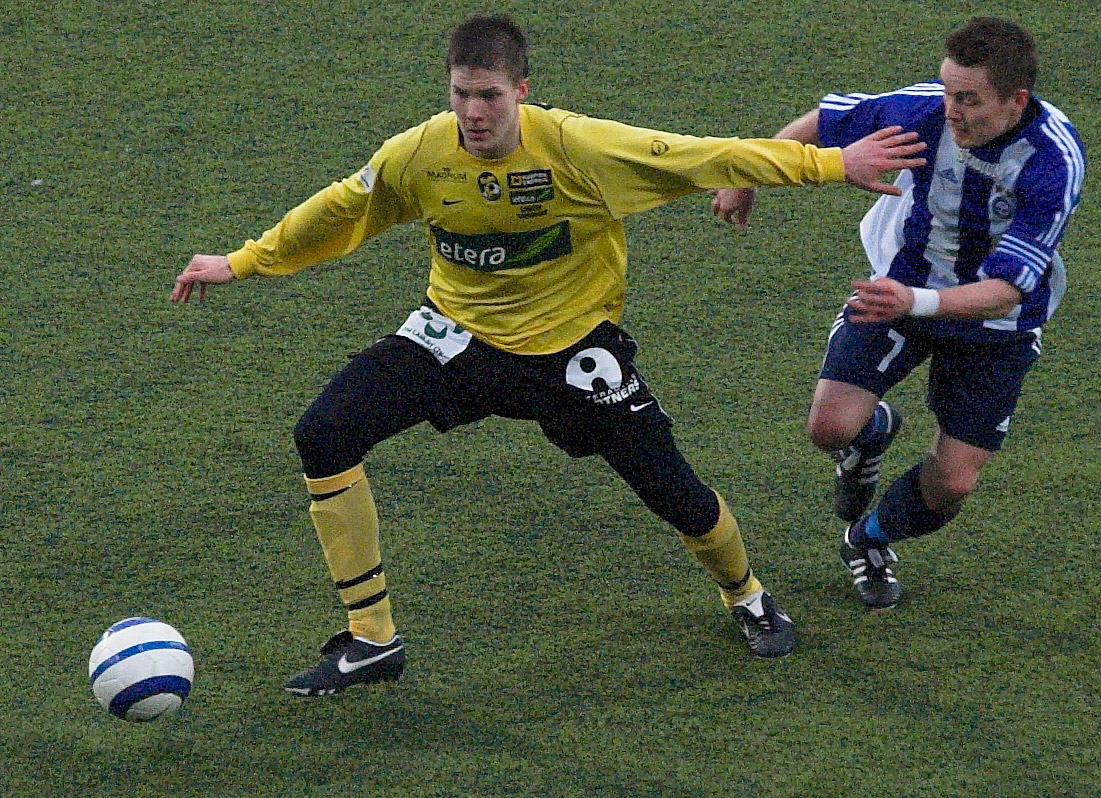
Arto Lindberg